# 小布施ワイナリー
小布施ワイナリー（おぶせワイナリー、英称:Obuse Winery）は、長野県上高井郡小布施町にあるワインメーカーである。

## 概要
小布施ワイナリーは、1942年（昭和17年）に創始者の曽我市之丞によって、ワイン製造免許での製造を行ったことに始まる。当時は林檎酒（シードル）がメインであった。
四代目の曽我彰彦は、明治大学農学部卒業後、国立「山梨大学大学院 総合研究部附属 ワイン科学研究センター」
でワインを学び、新潟県の「欧州ぶどう栽培研究所 カーブドッチ ワイナリー（CAVE D'OCCI）」に学んだ。1988年（昭和63年）に趣味としてブランデー製造を始め、1995年（平成7年）には欧州系ワイン葡萄(カベルネ、メルロなど）の畑の拡大を開始した。 
曽我彰彦は、フランスのブルゴーニュ地方で2年間修行した、1997年（平成9年）にヴォーヌロマネ村クロフランタンの蔵と畑で、1998年（平成10年）にはシャブリ村のロンデパキの蔵と畑で修行し、栽培と醸造を勉強した。帰国後は、小布施ワイナリーの栽培・醸造の責任者となった。
小布施ワイナリーの特徴は、地元産ワイン専用葡萄に拘っていること、赤ワインは基本的にはタンク貯蔵は行わないないことである。発酵が終わるとそのまま樽貯蔵に進み、その後瓶詰を行っている。もう一つの特徴は、自然派の生産者であること。有機栽培、無化学農薬栽培、無濾過、無清澄、澱引き1回などを実行し、また亜硫酸添加を最小限にとどめることである。
北海道余市町登地区でワインを造っている「ドメーヌ・タカヒコ」は、曽我彰彦の弟、曽我貴彦が2010年（平成22年）に設立したワイナリーである。曽我貴彦は大学で醸造学を学んだ後、栃木県足利市の「ココ・ファーム・ワイナリー」の農場長を10年間務めた。その後、余市町で4.6ヘクタールの農地を購入し、ドメーヌ・タカヒコを設立した。同社は、日本ワイナリーアワード（Japan Winery Award）主催の「第1回 日本ワイナリーアワード 2018年」に於いて五つ星獲得を達成した、小布施ワイナリーとの兄弟での受賞であった。

## 店舗情報
- 所在地 - 長野県上高井郡小布施町押羽571
- 代表者 - 曽我彰彦
- 年間生産量 - 約4万本（国産比率100％）
- ぶどう畑 - 自社畑（ヨーロッパ式垣根仕立て） 8ヘクタール、栽培・醸造技師 - 曽我彰彦[3]

## 受賞歴
「日本ワイナリーアワード（Japan Winery Award）」
- 「第1回 日本ワイナリーアワード 2018」 - 五つ星獲得[6]
- 「第2回 日本ワイナリーアワード 2019」 - 五つ星獲得[7]
- 「第3回 日本ワイナリーアワード 2020」 - 五つ星獲得[8]
- 「第4回 日本ワイナリーアワード 2021」 - 五つ星獲得[9]
- 「第5回 日本ワイナリーアワード 2022」 - 五つ星獲得[10]
- 「第6回 日本ワイナリーアワード 2023」 - 五つ星獲得[11]

「日本ワインコンクール（Japan Wine Competition）」
- 第1回 2003年（平成15年）金賞受賞[13]
  - 欧州系・白「ドメイヌ ソガ シャルドネ」
- 第6回 2008年（平成20年）金賞受賞[14]
  - 欧州系・赤「Domaine Sogga Merlot Privae Reserve」
  - 欧州系・赤「Sogga Pere et Fils Cepage European」
- 第7回 2009年（平成21年）金賞受賞[15]
  - 欧州系・赤、カテゴリー賞「Domaine Sogga Merlot 2e」
- 第9回 2011年（平成23年）金賞受賞[16]
  - 欧州系・赤「Le Vin Naturel de Domaine Sogga Cabernet Sauvignon 2e」
  - 欧州系・赤「Le Vin Naturel de Domaine Sogga Vignes Francaises」
- 第11回 2013年（平成25年）金賞受賞[17]
  - 欧州系・白「Sogga Chardonnay 1er」
- 第14回 2016年（平成28年）金賞受賞[18]
  - 欧州系・赤「Domaine Aquiou - Quatrecinq - Sogga père et fils」

## 交通アクセス
- 鉄道 - しなの鉄道北しなの線・JR東日本飯山線 豊野駅よりタクシー利用約15分
- 乗用車 - 上信越道 小布施パーキングエリアのスマートインターチェンジより約5分、信州中野インターチェンジより約10分